# Иоасаф (Жевахов)
Епи́скоп Иоаса́ф (известен также как Иоаса́ф Могилёвский, в миру князь Влади́мир Дави́дович Жева́хов, или Джавахишви́ли; 24 декабря 1874, имение Линовица, Пирятинский уезд, Полтавская губерния — 4 декабря 1937, Курск) — епископ Русской православной церкви, епископ Могилёвский. Брат-близнец Николая Давидовича Жевахова (1874—1945).
Причислен к лику святых Русской православной церкви в 2002 году.

## Биография
Родился в семье князя Давида Дмитриевича Жевахова, выходца из грузинского княжеского рода Джавахишвили, отец которого, князь Дмитрий Михайлович Жевахов, был женат на Любови Давыдовне (урождённой Горленко), правнучке двоюродного брата святителя Иоасафа Белгородского . Детство и юность провёл в отцовском имении Линовица и в Киеве, где у матери был дом.
В 1899 году окончил юридический факультет Киевского университета.
С 1900 года служил в Киевской судебной палате.
В 1902—1914 годах — почётный мировой судья по Пирятинскому, затем по Киевскому уезду. Был участником монархического движения, членом Русского собрания.
С октября 1908 года — действительный член Православного миссионерского общества. Член-учредитель Православного Камчатского братства, основанного иеромонахом Нестором (Анисимовым).
С 1910 года — член комиссии по устройству раки для честных мощей святителя Белгородского Иоасафа (Горленко), своего дальнего родственника. С именем святителя Иоасафа Владимира Жевахова связывает духовно-цензурная деятельность, в рамках которой 4 (17) августа 1912 года князь допустил к публикации партитуру «Молитвы святого Иоасафа Белгородского» и «Гимна святителю Иоасафу Белгородскому» на стихи Александры Платоновой украинского композитора А. П. Орловского.
С 1911 года — старший советник Киевского губернского правления, затем — чиновник особых поручений при Киевском, Подольском и Волынском генерал-губернаторе.

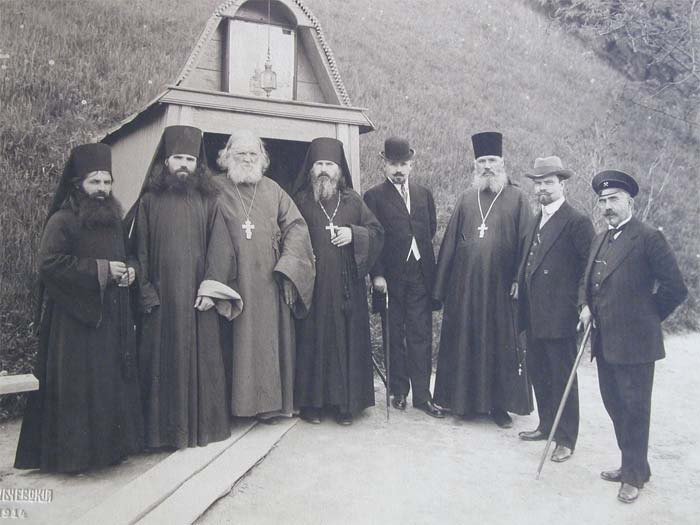
Зверинецкий скит. Игумен Валентин, отец Никанор, князь Владимир Жевахов, горные инженеры С. Г. Коклик, П. Э. Бутенко и скитские монахи, 1914 год

В 1911 году был инициатором раскопок древних иноческих пещер в предместье Киева, которое называлось «Зверинец». При пещерах был основан Зверинецкий скит, почётным попечителем которого стал князь Жевахов.
С 1912 года — почётный член Курского Знаменско-Богородичного миссионерско-просветительского братства.
В декабре 1913 года в Зверинецком скиту была освящена церковь во имя Рождества Пресвятой Богородицы, старостой которой стал Жевахов, а 29 августа 1914 года был освящён придел в честь святителя Белгородского Иоасафа.
После революции был вынужден скрываться, в том числе в Зверинецком скиту. Затем работал в Украинской академии наук.
В 1924 году был впервые арестован и семь месяцев провёл в тюрьме Киева. Сразу после освобождения Жевахов обратился с письмом к патриарху Тихону с просьбой благословить его на принятие монашества: «После пережитой в текущем году Голгофы, выразившейся в полугодовалом тюремном заключении, я почувствовал всю необходимость Воскресения к новой жизни и бесповоротно решил, совершенно уйдя из мира, остаток дней своих посвятить Богу».
26 декабря 1924 года в Зверинецком скиту епископом Уманским Макарием (Кармазиным) был пострижен в монашество с именем Иоасаф в честь Иоасафа Белгородского и рукоположён во иеромонаха.
С 6 июля 1926 года — епископ Дмитриевский, викарий Курской епархии.
Вскоре был арестован и в 1926—1929 годах находился в заключении в Соловецком лагере особого назначения. После лагеря три года провёл в ссылке в Нарымском округе (Восточно-Сибирский край).
Был последовательным сторонником митрополита Сергия.
С 19 сентября 1932 года — епископ Пятигорский. С 28 октября 1932 года — епископ Чебоксарский. От назначения отказался.
С 29 июня 1934 года — епископ Могилёвский. С 1936 года также управлял Минской епархией.
Затем жил в Белгороде, 16 октября 1936 года был арестован и выслан в город Боровичи Новгородской области, где жила его сестра. В 1937 году смог ненадолго вернуться в Белгород.
В 1937 году арестован УНКВД по Курской области по обвинению в «руководстве контрреволюционной фашистской организацией церковников». В частности, был обвинён в том, что назвал убийство Кирова «заслуженной карой» за расстрелы, которые проводились по приказу Кирова. 4 декабря 1937 года осуждён тройкой УНКВД по Курской области и в тот же день расстрелян.

## Канонизация и почитание
17 июля 2002 года определением Священного синода Русской православной церкви имя включено в Собор новомучеников и исповедников Церкви Русской.
Память священномученика Иоасафа Русская православная церковь отмечает 5 декабря, а не в день его мученической кончины 4 декабря. Это связано с тем, что 4 декабря (по новому стилю) — великий праздник Введения во храм Пресвятой Богородицы.
17 сентября 2014 года в Преображенском кафедральном соборе начальник управления ФСБ по Белгородской области Олег Южаков в присутствии митрополита Белгородского и Старооскольского Иоанна (Попова) передал митрополиту Курскому и Рыльскому Герману (Моралину) копию уголовного дела, возбуждённого в 30-х годах в отношении епископа Иоасафа (Жевахова). В материалах дела: ордер на арест, постановление об избрании меры пресечения, протокол допроса, анкета арестованного, постановление «тройки» о расстреле и справка о посмертной реабилитации епископа. Митрополит Герман поблагодарил за документы и отметил, что недавно в Курске был найден дом, в котором во время ссылки жил епископ, и пообещал установить на нём памятную доску.

## Труды
- Молитва святителя Иоасафа, Белгородского и всея России Чудотворца (1705—54). (Опыт крат. комм.). Издание 2-е, доп. Киев, 1912;
- То же. С приложением очерка С. А. Нилуса о Н. А. Мотовилове и статьёй А. Д. Эртеля «Древние пещеры на Зверинце в Киеве»;
- То же. Издание 3-е, доп. жизнеописанием святителя. Киев, 1915;
- Родословная роспись рода князей Жеваховых. (Российская ветвь). Киев, 1914.